# Omicron
Omicron (Ο; ο) è la quindicesima lettera dell'alfabeto greco. È una vocale e, contrariamente all'omega, ha sempre quantità breve (in greco "μικρόν", mikròn, significa "piccolo, breve"). Nel sistema di numerazione greco equivaleva a 70.
In greco moderno rappresenta il suono /ɔ/.
Il nome originale in epoca classica era οὖ /oː/. Il nome ὂ μικρόν (o piccola) le fu dato dai bizantini, che, dovendola distinguere dall'omofona ὦ μέγα, diedero alle due vocali i nomi "o piccola" e "o grande" in riferimento alla loro dimensione e non alla quantità, che ormai a quell'epoca era già del tutto scomparsa.
Il nome può essere accentato:
- secondo l'originale greco omicròn, pronuncia desueta in italiano;
- alla latina (applicando la legge della penultima) omìcron, in italiano adottata di recente nell'uso colto;
- con accento sulla terz'ultima òmicron, pronuncia in italiano di gran lunga dominante, derivante probabilmente dal greco quattro-cinquecentesco e presente anche in greco moderno: όμικρον[1].

Sidney Allen, nel suo Vox Graeca, sostiene che l'ipotesi della pronuncia sempre chiusa /o/ di questa lettera in epoca classica sia probabilmente un malinteso, e che la corretta pronuncia dovesse invece essere aperta /ɔ/, ma pur sempre di quantità breve.
A differenza di altre lettere greche, l'omicron non è usata spesso in matematica, perché non distinguibile dalla lettera latina o, oltre ad essere facilmente confondibile con la cifra 0. È stata tuttavia inizialmente utilizzata come simbolo dell'O-grande, per descrivere il comportamento asintotico delle funzioni.

## Codici
|                | Maiuscolo Ο                  | Minuscolo ο                |
| Unicode UTF-16 | U+039F                       | U+03BF                     |
| Nome Unicode   | GREEK CAPITAL LETTER OMICRON | GREEK SMALL LETTER OMICRON |
| HTML           | &#927;                       | &#959;                     |
| HTML           | &Omicron;                    | &omicron;                  |